# Илия Вълов
Илия Вълов е български футболист, вратар и треньор по футбол. Роден е на 29 декември 1961 г. в Кнежа.

## Кариера
Играл е за отборите на Ботев (Враца) (1981 – 1988, 1999 – 2001/ес.), ЦСКА (1988 – 1990), Локомотив (София) (1990/ес.), ФК Берлин (Германия) (1991/пр.), Аустрия (Виена, Австрия) (1991 – 1992, 8 мача в Макс Бундеслигата), Добруджа (1992 пролет), Кършияка (Измир, Турция) (1992 – 1994), Денизлиспор (1994 – 1995), Алтай (Измир) (1997) сега състезател на Расово. Има 253 мача в А група (180 за Ботев (Враца), 46 за ЦСКА, 15 за Локомотив (Сф) и 12 за Добруджа). С отбора на ЦСКА е шампион на България през 1989 и 1990, носител на Купата на НРБ през 1989, на Купата на Съветската армия през 1989 и 1990 и на Суперкупата през 1989 г. Шампион, носител на Купата и на Суперкупата на Австрия през 1992 г. с отбора на Аустрия (Виена). За ЦСКА е изиграл 14 мача в евротурнирите (6 за КЕШ и 8 за КНК). Полуфиналист за Купата на националните купи през 1989 г. Благодарение на него „армейците“ се класират за полуфинала, след като в реванша с холандския Рода (Керкраде) Вълов отчайва нападателите на домакините с невероятните си намеси. Той спасява две дузпи при изпълнението на 11-метровите удари и праща ЦСКА на полуфинал срещу Барселона. В него спасява дузпа, изпълнена от Гари Линекер. Има 34 мача за А националния отбор. Участва на СП-1986 в Мексико, но не влиза в игра. Бивш старши треньор на Ботев (Враца), треньор на вратарите на Черно море и на ЦСКА (2006). Вълов е тренирал и вратарите в „Литекс“. Баща на бившия защитник на ЦСКА София и националния отбор Валентин Илиев. През лятото на 2015 г. е назначен като изпълнителен директор на Ботев (Враца). Почива внезапно на 13 юли 2024 г.